# Atascamiento general

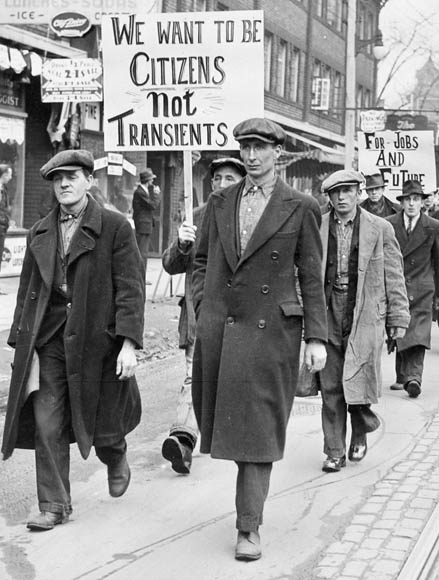
Parados manifestándose en demanda de empleo durante la Gran Depresión.

En macroeconomía, un atasco general es una situación en el que la oferta supera a la demanda, específicamente, cuando se da más producción en todos los campos productivos en comparación con los recursos que están disponibles para el consumo (adquisición) de dicha producción. 
Esto se manifiesta en una recesión general o depresión, con alta y persistente infrautilización de recursos, en especial desempleo y fábricas inactivas.
La Gran Depresión se cita habitualmente como un ejemplo arquetípico de astascamiento general.
El término se remonta a los comienzos de la economía clásica a finales del siglo XVIII, y existe un debate sostenido durante mucho tiempo sobre la existencia, causas y soluciones del atascamiento general. Algunos economistas clásicos y neoclásicos argumentan que no existe posibilidad de atascamiento general, en virtud de una forma de la ley de Say (convencionalmente enunciada como "la oferta crea su propia demanda", aunque con controversias), y que cualquier inactividad es debida a una colocación inadecuada de recursos entre sectores, y no de la generalidad porque la sobreproducción en un sector exige de infraproducción en otros, como se demuestra por las graves caídas de precios cuando las inversiones juzgadas como malas en los atascos, el desempleo se ve como voluntario, o un fenómeno temporal mientras se ajusta la economía. Otros que citan las frecuentes y recurrentes crisis económicas del ciclo económico como ejemplos de atascamiento general, proponen diversas causas y defienden distintas solucienes, entre las más comunes, estímulos fiscales (gasto a cuenta de déficit público), un enfoque defendido a finales del siglo XIX, mediados del XX y principios del siglo XXI por el keynesianismo y escuelas económicas relacionadas.
Se puede distinguir entre los que ven el atascamiento general (oferta superior que la demanda) como un problema de oferta, lo que se conoce como sobreproducción, y aquellos que lo ven como un problema de demanda, (subconsumo). Algunos creen que se pueden dar ambas cosas, como  Jean Charles Léonard de Sismondi, uno de los primeros teóricos del ciclo económico.